# Bertolt Brecht
Bertolt Brecht født Eugen Berthold Friedrich Brecht (født 10. februar 1898 i Augsburg i Bayern, død 14. august 1956 i Berlin) var en indflydelsesrig tysk dramatiker, forfatter og systemkritiker. Temaet i hans skuespil er en kritik af det borgerligt-kapitalistiske samfund. Han har i mange år været den mest opførte dramatiker i Tyskland. Brecht var overbevist marxist fra 1926. Efter anden verdenskrig flyttede han til Østtyskland, og hans politiske holdning til DDR's magthavere er omstridt.

## Liv og levned
Det først opførte skuespil af Brecht var Trommer i natten (Trommeln in der Nacht) i München i 1922. Brecht flyttede 1924 til Berlin, hvor han blandt andet skrev Laser og pjalter (Die Dreigroschenoper 1928) og Aufstieg und Fall der Stadt Mahagonny 1930. Han giftede sig i 1928 med den østrigske skuespiller Helene Weigel, som han arbejdede sammen med resten af livet. Han havde desuden et forhold til danskeren Ruth Berlau, som han mødte i Svendborg.
Bertolt Brecht havde venskaber i Danmark med danske dramatikere, journalister og forfattere, og aflagde jævnligt besøg i København.

### Politisk teater
I anden halvdel af 1920'erne blev Brecht stadig mere politisk interesseret. Hans nye kommunistiske overbevisning kom frem i nogle såkaldte "lærestykker" i begyndelsen af 1930'erne (mest kendt er Die Maßnahme, 1930). Fra 1926 udvikledes også teorien om det såkaldte episke teater. Brecht blev fortaler for et stærkt politisk farvet teater, der arbejder med distanceringseffekter (tysk: Verfremdungseffekte). I 1930 skrev han Straffeforanstaltningen; men allerede efter den første opførelse fik han besked fra det tyske kommunistparti om, at stykket ikke var acceptabelt.

### I eksil
Efter den nazistiske magtovertagelse i 1933 forlod Brecht sit hjemland. Flere af hans værker som Versuche og Hauspostille und Songs blev demonstrativt brændt i bogbål samme år. Han opholdt sig først en tid i Østrig og Schweiz inden han i foråret 1933 slog sig ned hos Karin Michaëlis på Thurø, hvilket var begyndelsen på seks år i eksil i Danmark. Kort efter flyttede Brecht ind i et hus på Skovsbostrand lidt udenfor Svendborg, hvor han blandt andet skrev kampsangen Einheitsfrontlied til musik af Hanns Eisler. I sommeren 1939 udgav Brecht digtsamlingen Svendborger Gedichte (en), der blev skrevet i årene 1933-39. Digtene var hovedsageligt skrevet til den anti-nazistiske modstandsbevægelse i Tyskland, men indeholdt også refleksioner over hans eget liv i eksil.
I 1939 søgte Brecht tilflugt i Sverige og boede på Lidingö. I Stockholm traf han den tyske kunstner Hans Tombrock, som han indledte et frugtbart samarbejde med. Året efter flygtede han til Finland, og i 1941 kom han til Californien. I 1947 blev Brecht afhørt i kongressens udvalg for undersøgelse af uamerikansk virksomhed, om sit forhold til kommunismen og Sovjetunionen. Han skændtes med komiteen om sprogdetaljer, så de stadig måtte fremlægge nye oversættelser. Brechts kommentar: "Verden går fremad! Nu oversætter politiet mine digte." Under eksilperioden var han meget litterært produktiv og skrev flere centrale værker; blandt andet Mutter Courage og hendes børn (Mutter Courage und ihre Kinder; 1939), Det gode menneske fra Sezuan (Der gute Mensch von Sezuan; 1940) og Den kaukasiske kridtcirkel (Der kaukasische Kreidekreis; 1945).

### Berliner Ensemble
Brecht flyttede kort efter det amerikanske kongresforhør og erhvervsforbud i USA tilbage til Europa; først til Zürich, så i oktober 1948 videre til Østberlin. Dér boede han og ledte teatergruppen Berliner Ensemble sammen med blandt andre Helene Weigel til sin død i 1956. Berliner Ensembles hjemmescene var fra 1954 Theater am Schiffbauerdamm. De mest berømte kvindelige skuespillere dér var hustruen Helene og Gisela May. Stykkerne var bl.a. med musik af Kurt Weill og Hanns Eisler. Brecht var ikke statsborger i DDR, med blev i 1950 østrigsk statsborger, selv om han hverken stammede fra eller var bosat dér. Den sovjetiske besættelsesmagt anså Brechts nærvær som noget af et propagandakup; han var verdensberømt som en af Europas mest opførte dramatikere. Brecht lod sig dog ikke bruge af regimet. Han beholdt sit tjekkiske (senere østrigske) pas; han havde sine forlagsrettigheder i Vesttyskland hos Suhrkamp og sine bankkonti i Schweiz. Han blev heller aldrig medlem af kommunistpartiet. Åbenbart havde Brecht ingen planer om at blive i Østtyskland en dag længere, end det passede ham. Han skrev aldrig noget stykke om forholdene i DDR; og flere af de skuespil, han skrev, ville myndighederne ikke have opført (Das Verhör des Lucullus, Die Tage der Kommune). Andre stykker blev først opført efter omskrivninger og lange diskussioner med myndighederne - som om han egentlig afprøvede grænserne for, hvad der var tilladt under DDR-regimet. Om Stalinalleen sagde han: "Godt, at vi lever i en socialistisk stat, så vi kan rive den ned igen."

## Beskyldninger
Historikeren Bent Jensen skriver i bogen Stalinismens fascination og danske venstreintellektuelle, at Brecht ifølge antikommunisten Arthur Koestler var "en helt igennem kynisk og menneskeforagtende person". Ifølge Jensen var et højdepunkt i Brechts karriere skuespillet Straffeforanstaltningen (Die Maßnahme) fra 1931, hvori tre kommunistiske agenter efter en hemmelig mission i Kina må forklare, hvorfor de har dræbt missionens fjerde medlem. Bent Jensen skriver: "Den pågældende havde forbrudt sig mod kommunismens principper ved at gøre sig skyldig i fire forbrydelser: medlidenhed, loyalitet, personlig værdighed og retfærdig harme." Jensen nævner ikke, at stykket aldrig blev opført i DDR - eller i Sovjetunionen, hvor det ikke levede op til Stalins æstetik. Det var et alt for markant og farligt lærestykke om konflikten mellem individets og fællesskabets interesser og mellem følelser og pligt; og fremfor alt er det skrevet, så publikum får sympati for partimedlemmet, der henrettes.
Ifølge Bent Jensen protesterede Brecht ikke, da en af hans tidligere skuespillere Carola Neher (1900-42) gik til grunde i Sovjetunionen i 1930'erne. I 1935 reagerede Brecht ifølge Jensen på kritik af den marxistiske amerikaner Sidney Hook på terroren i Sovjetunionen ved at udtale: "Jo mere uskyldige de er, desto mere fortjener de at blive skudt." Efter anden verdenskrig støttede Brecht ifølge Bent Jensen det "stalinistiske regime i Østtyskland – også efter 17. juni 1953 arbejderopstanden".
Jensen omtaler ikke, at Brecht nogle dage efter opstanden skrev til Walter Ulbricht m.fl., at arbejderne demonstrerede for helt rimelige krav; at det var på høj tid at diskutere "tempoet i den socialistiske opbygning" og, at der var gjort fejl på alle sider. Afslutningsvis skrev han: "På det nuværende tidspunkt vil jeg udtrykke min solidaritet med Det socialistiske enhedsparti." Kun denne sidste sætning kom på tryk i Neues Deutschland.
Efter arbejderopstanden forfattede Brecht digtet Løsningen (de) der afsluttes med ordene : ”Var det da ikke enklere om regeringen opløste folket og valgte et andet ?”
Bent Jensen omtaler heller ikke, at Brechts udtalelse til Sidney Hook (ifølge Hooks memoirer fra 1987) faldt i 1935 - mens Moskvaprocesserne først foregik i 1936-38, så Brechts udtalelse kan ikke have drejet sig om dem.

## Eftermæle
Brecht ligger begravet på Dorotheenstädtischer Friedhof i Berlin. I 1990 blev antisemitiske slogans malet på gravstenen.